# Áquena
Áquena (em grego: Άχνα; romaniz.: Áchna) é uma localidade do distrito de Famagusta, no Chipre. Segundo censo de 2011, havia 2 087 habitantes.